# Richard Anthony Proctor
Richard Anthony Proctor (Londra, 23 marzo 1837 – New York, 12 settembre 1888) è stato un astronomo inglese.

## Biografia
I suoi studi più interessanti riguardano il sistema solare e in modo particolare Saturno e la Luna; fu il primo a ritenere che la visione dei "canali di Marte" fosse dovuta ad un'illusione ottica piuttosto che ad una realtà oggettiva.
Dedicò gran parte della sua attività alla divulgazione dell'astronomia, al fine di renderla più vicina a tutto il popolo, ma la critica lo ritenne sempre inferiore a Camille Flammarion.

## Opere principali
- Saturn and its system - 1865
- The Boardeland of Science - 1873
- Mysteries of Time and Space - 1883
- Old and New Astronomy - completata da Cowper Ranyard e pubblicata postuma nel 1892.